# Mortoniella paralineata
Mortoniella paralineata är en nattsländeart som beskrevs av Sykora 1999. Mortoniella paralineata ingår i släktet Mortoniella och familjen stenhusnattsländor. Inga underarter finns listade i Catalogue of Life.